# Doroszów Wielki
Doroszów Wielki (ukr. Великий Дорошів) – wieś na Ukrainie, w rejonie lwowskim (do 2020 w rejonie żółkiewskim) obwodu lwowskiego. Wieś liczy około 800 mieszkańców.
W II Rzeczypospolitej do 1934 samodzielna gmina jednostkowa. Następnie należała do zbiorowej wiejskiej gminy Nadycze w powiecie żółkiewski w woj. lwowskim. Po wojnie wieś weszła w struktury administracyjne Związku Radzieckiego.
11 marca 1944 roku oddział UPA wtargnął do wsi, wezwał polskich mieszkańców do natychmiastowego wyjazdu "do Polski" i zabił Michała Banacha.